# Sancti Spíritus
Sancti Spíritus ist eine zentralkubanische Stadt mit 138.504 Einwohnern (Zensus 2012) und seit 1976 Hauptstadt der gleichnamigen  Provinz Sancti Spíritus. Sie liegt am Fuß der Sierra de Sancti Spíritus an der größten Landstraße der Insel, der Carretera Central, etwa 50 km vom Hafen Trinidad entfernt. Die Stadt ist das Handelszentrum eines Agrargebiets, in dem Zuckerrohr, Tabak und Molkereiprodukte verarbeitet werden.
Sancti Spíritus  gehört zu den sieben Städten, die der spanische Konquistador Diego Velázquez de Cuéllar gründete. Der Befehl zu ihrer Errichtung am Rio Tuinicú erging 1514. Zwei Jahre später war ihre Anlage vollendet, doch wurde sie 1524 an ihren heutigen Standort am Rio Yayabo verlegt. 1719 wurde sie von englischen und französischen Korsaren gebrandschatzt. Reichtum erlangte die Stadt durch den Zuckerrohranbau unter Ausbeutung von afrikanischen Sklaven.
Die Altstadt weist einen kolonialzeitlichen Charakter auf. Nach den Helden der Unabhängigkeitskriege Honorato del Castillo Cancio und Serafin Sánchez wurden die zwei Plätze Parque Honorato und der Parque Sánchez im Stadtzentrum benannt. Die Iglesia del Espíritu Santo am Parque Honorato wurde bereits 1522 aus Holz erbaut. Später wurde die Kirche bei der Plünderung durch Piraten im 17. Jahrhundert niedergebrannt und in Stein wieder errichtet. Heute ist die Stadt Sitz einer Universität. Im Jahr 2002 wurden Teile der Stadt von Hurrikan Lili betroffen.
Am 24. Februar 2017 ereignete sich der Eisenbahnunfall von Sancti Spíritus.

## Impressionen von Sancti Spíritus

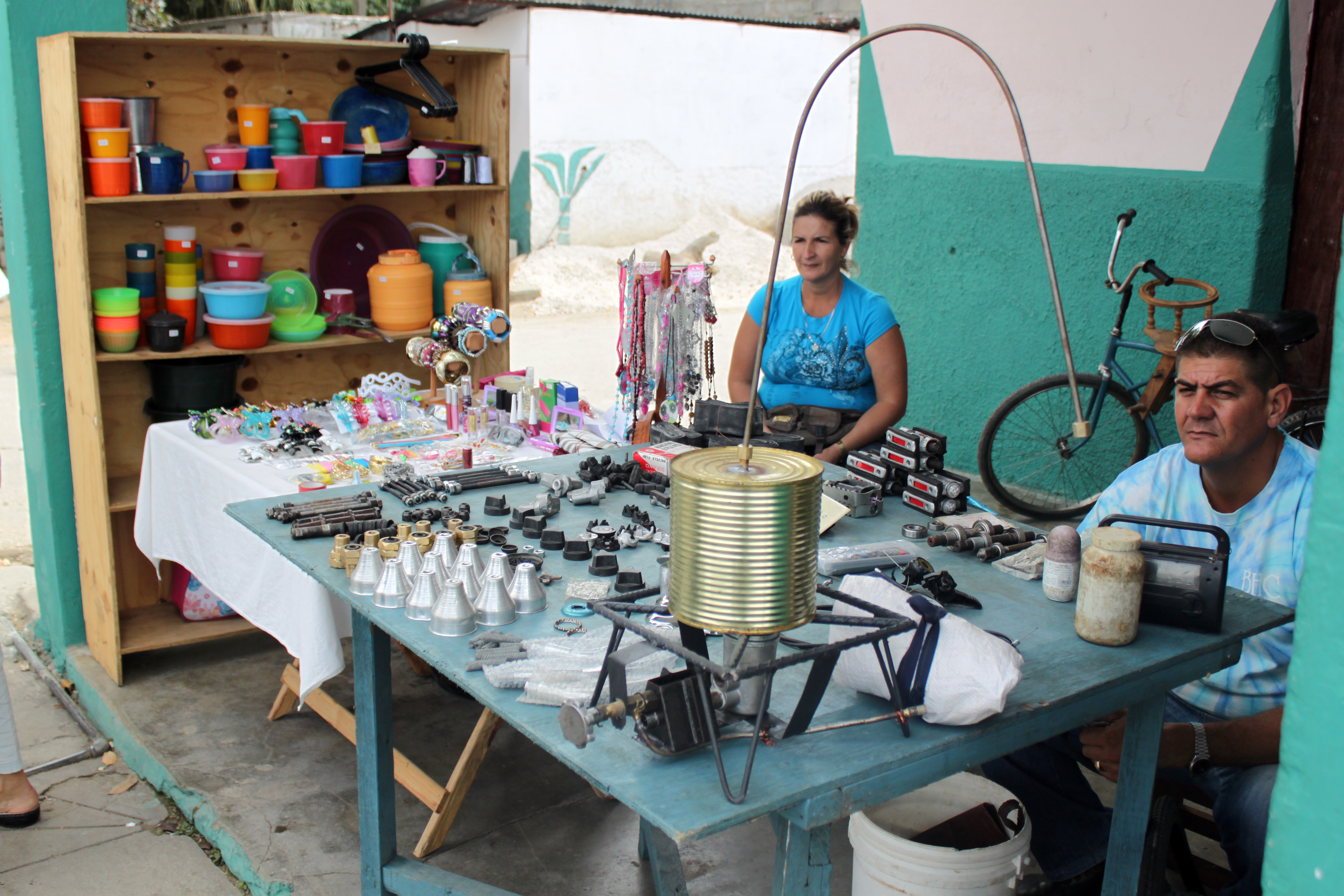
Straßengeschäft
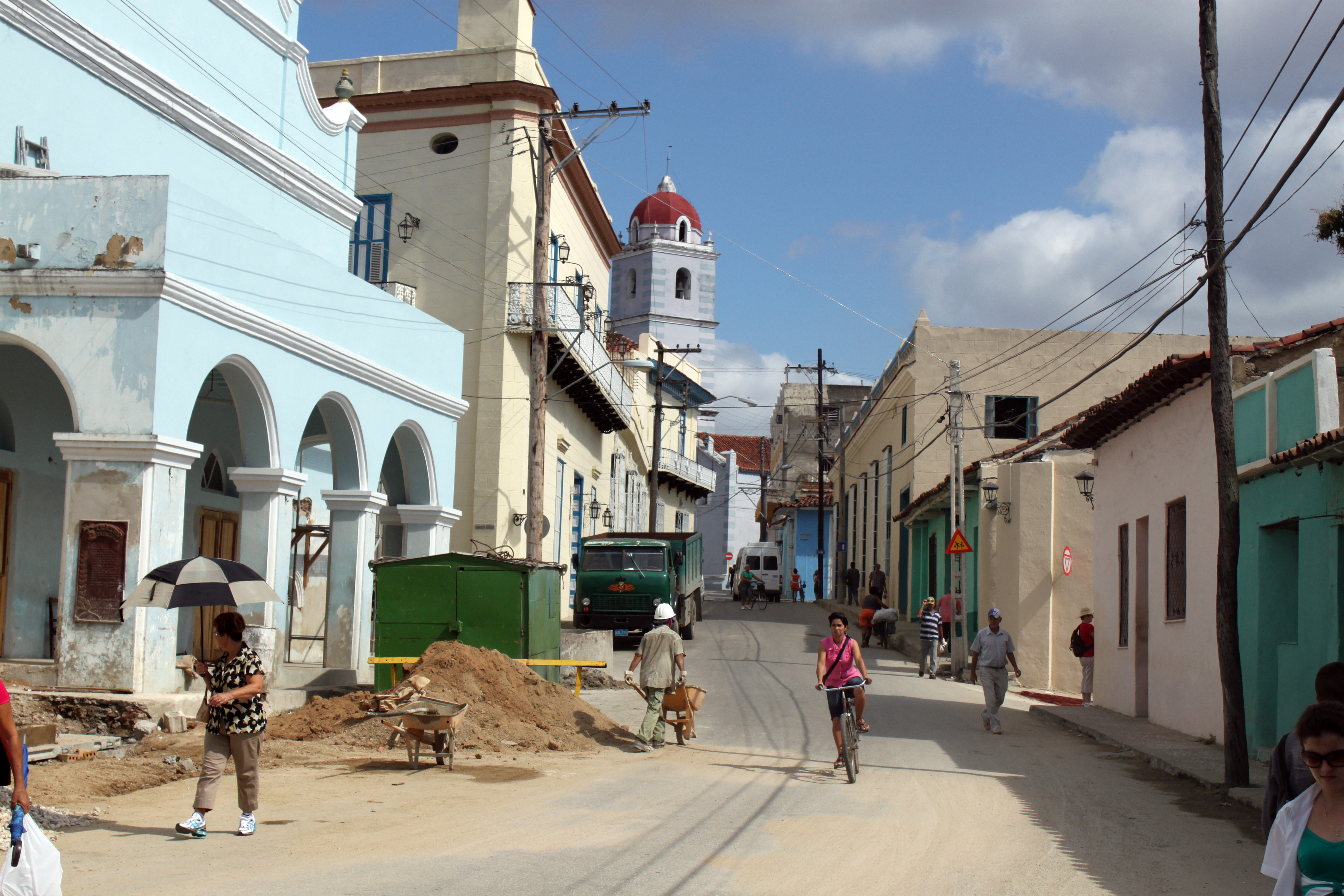
Straßenszene
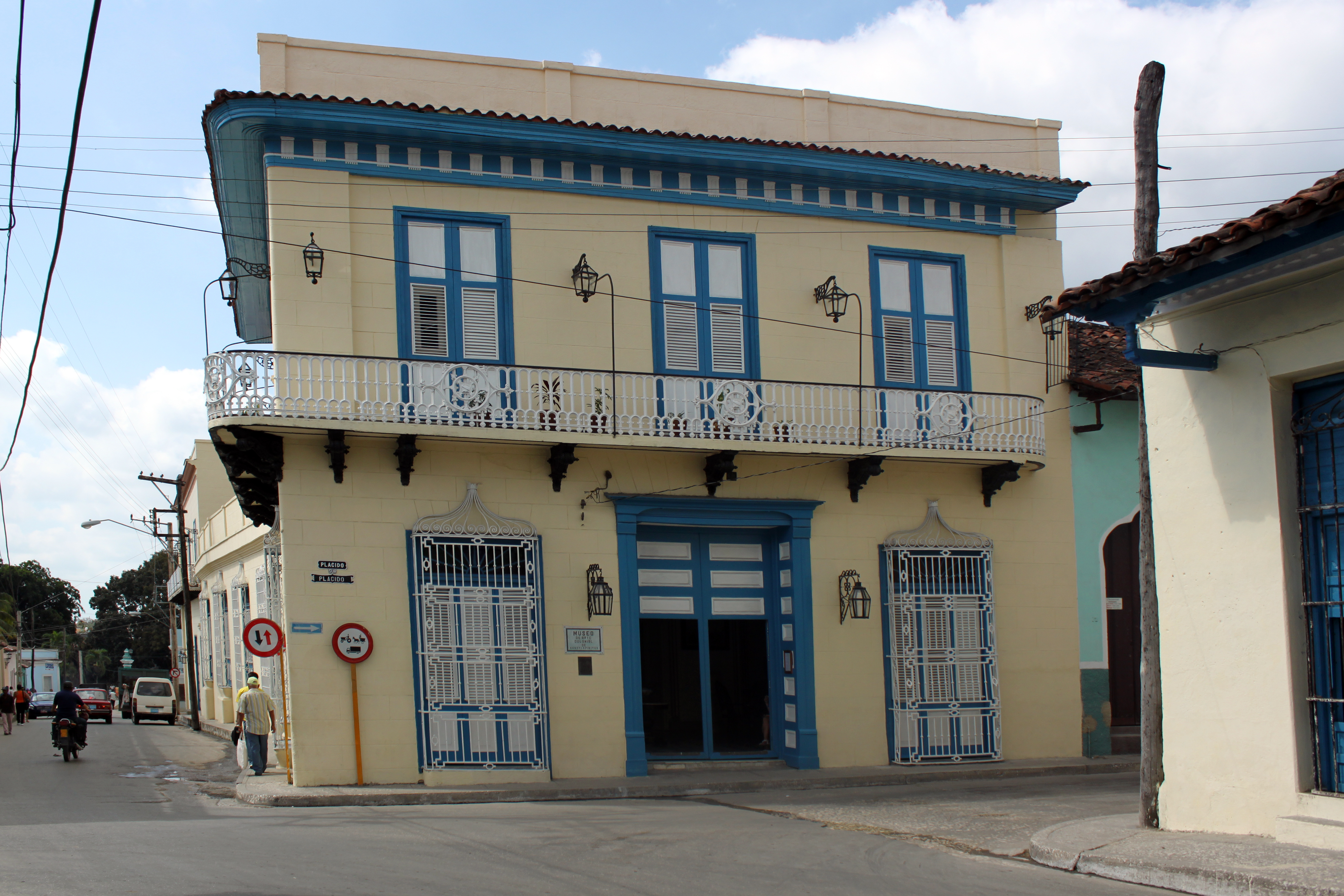
Museo de Arte Colonial
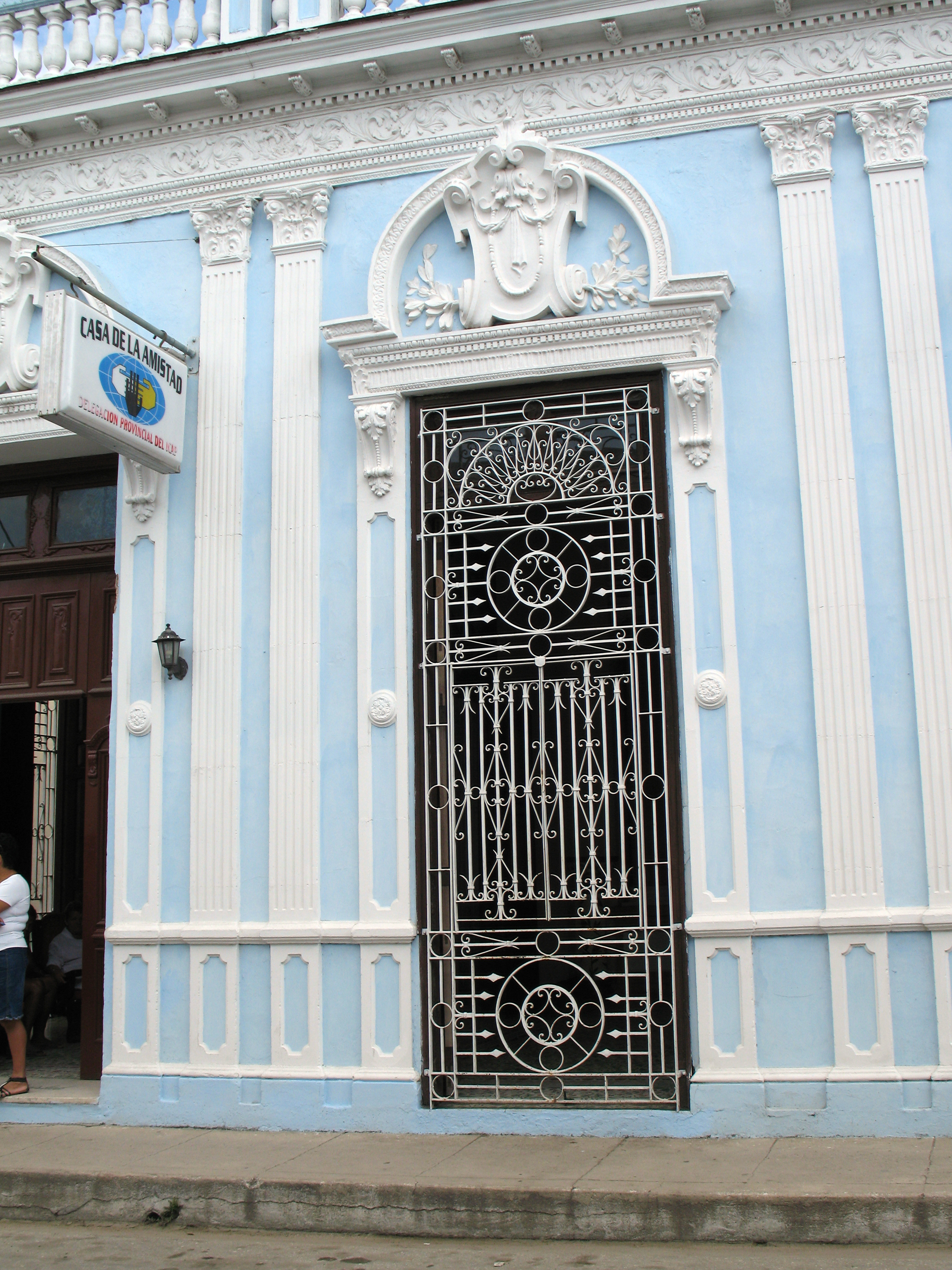
Haustür
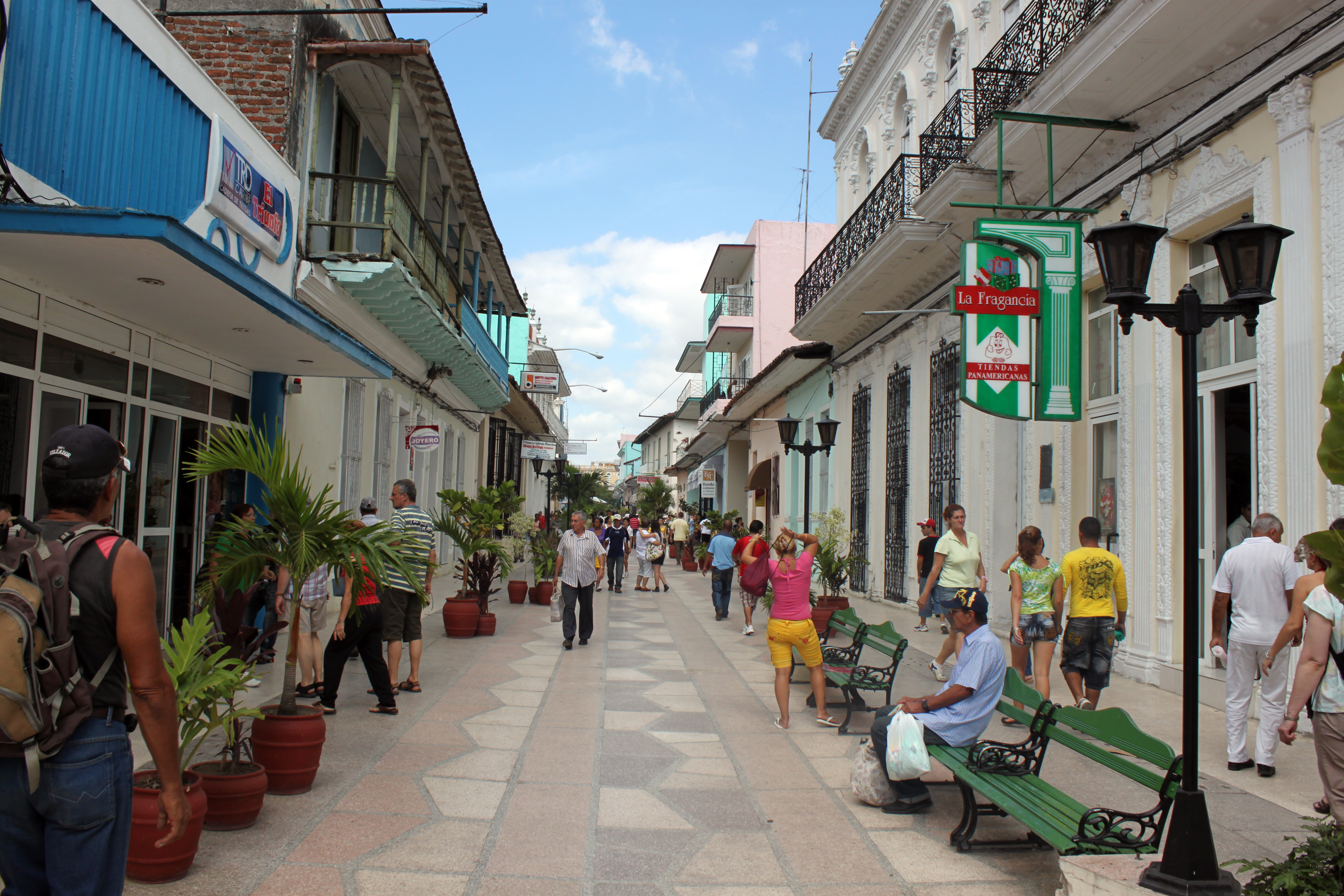
Fußgängerzone
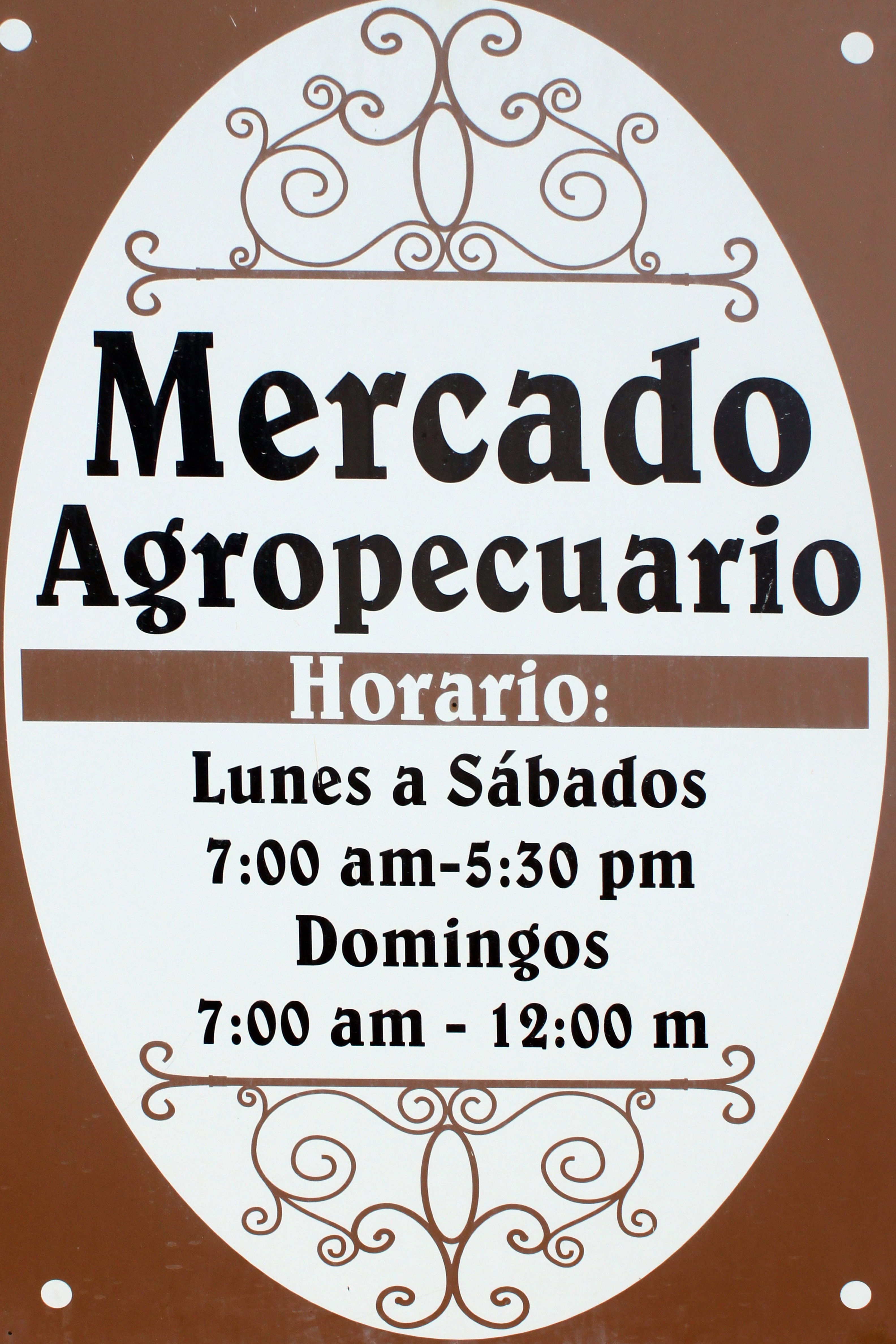
Staatlicher Agrarmarkt
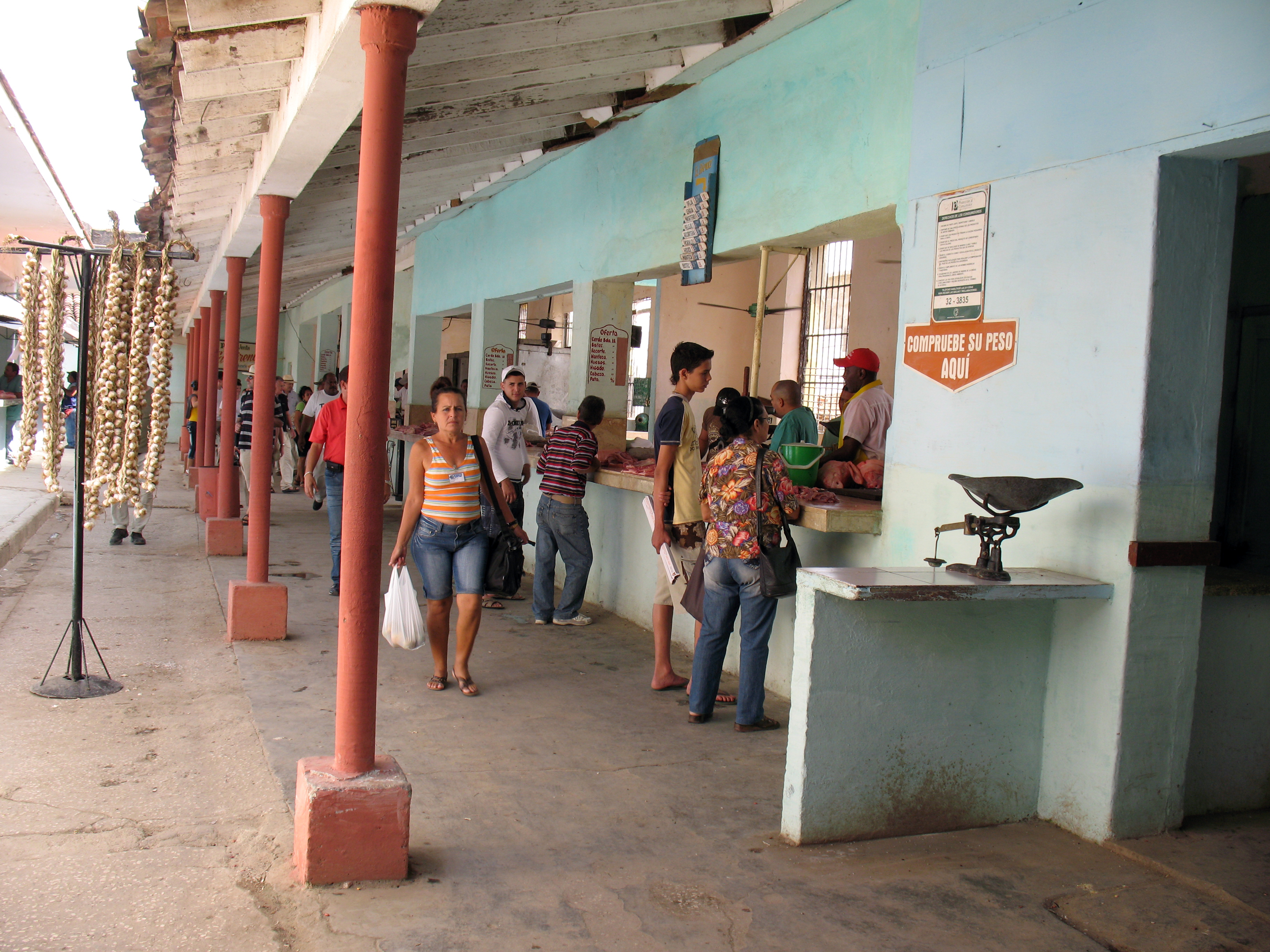
Staatlicher Agrarmarkt
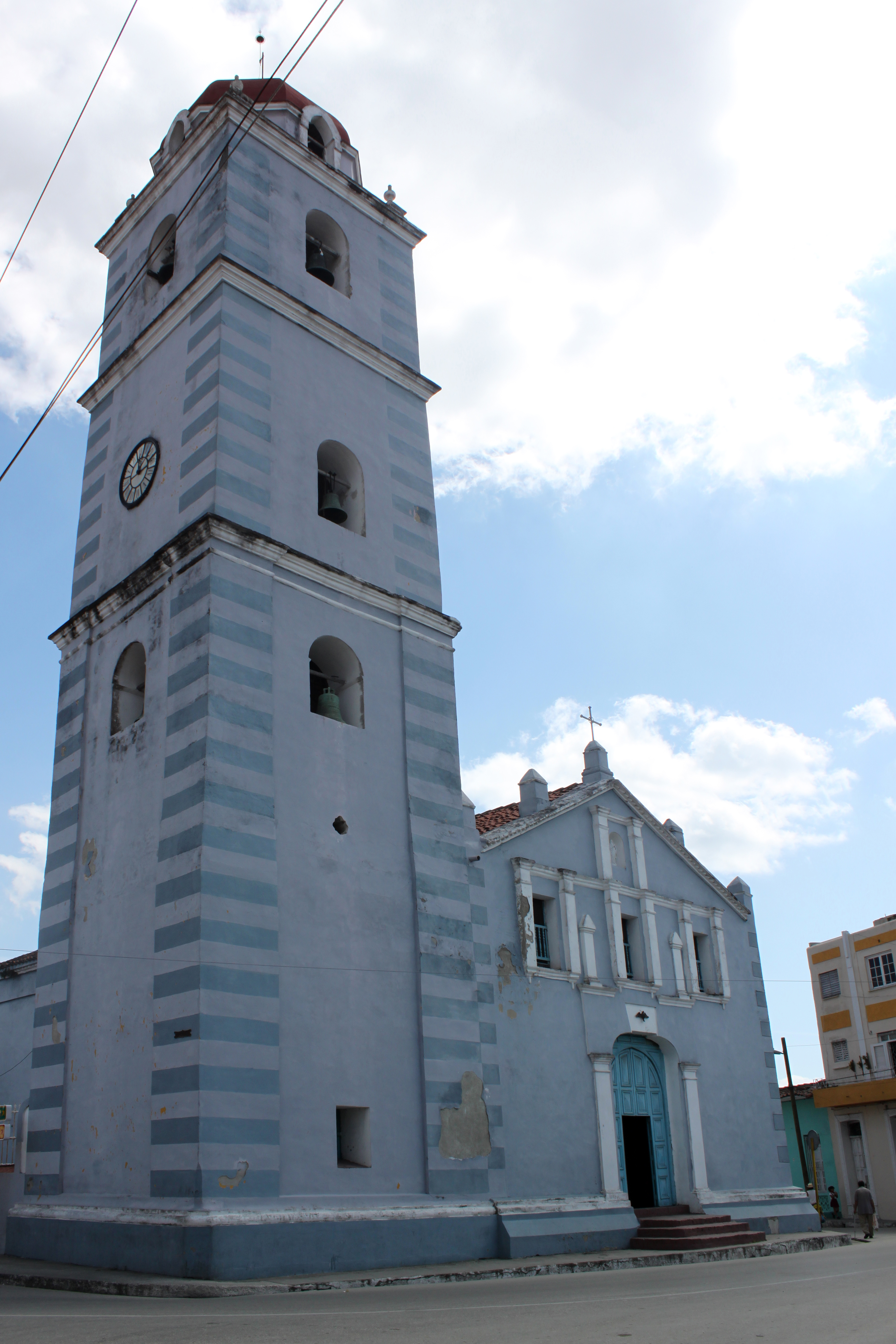
Kathedrale
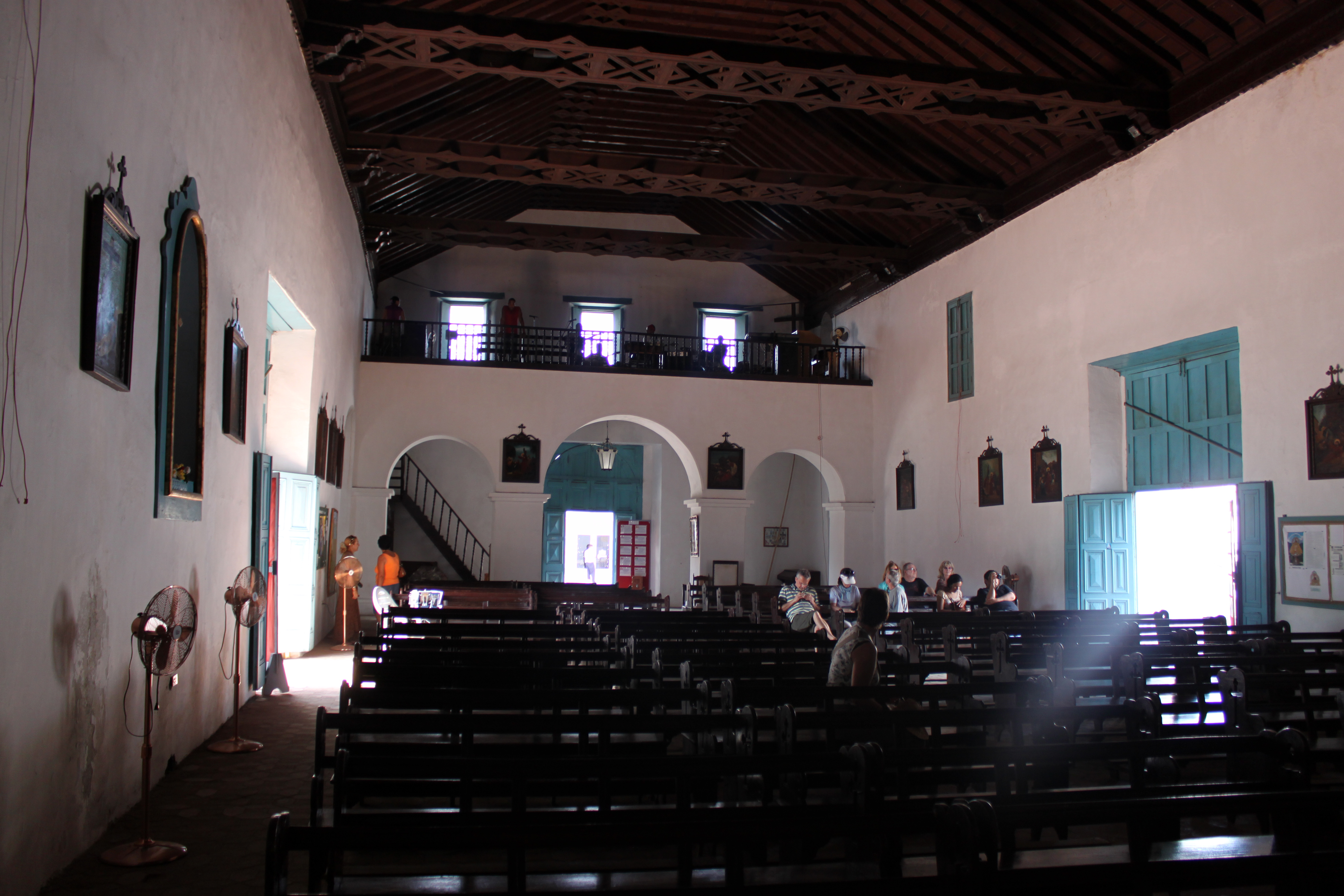
Kathedrale
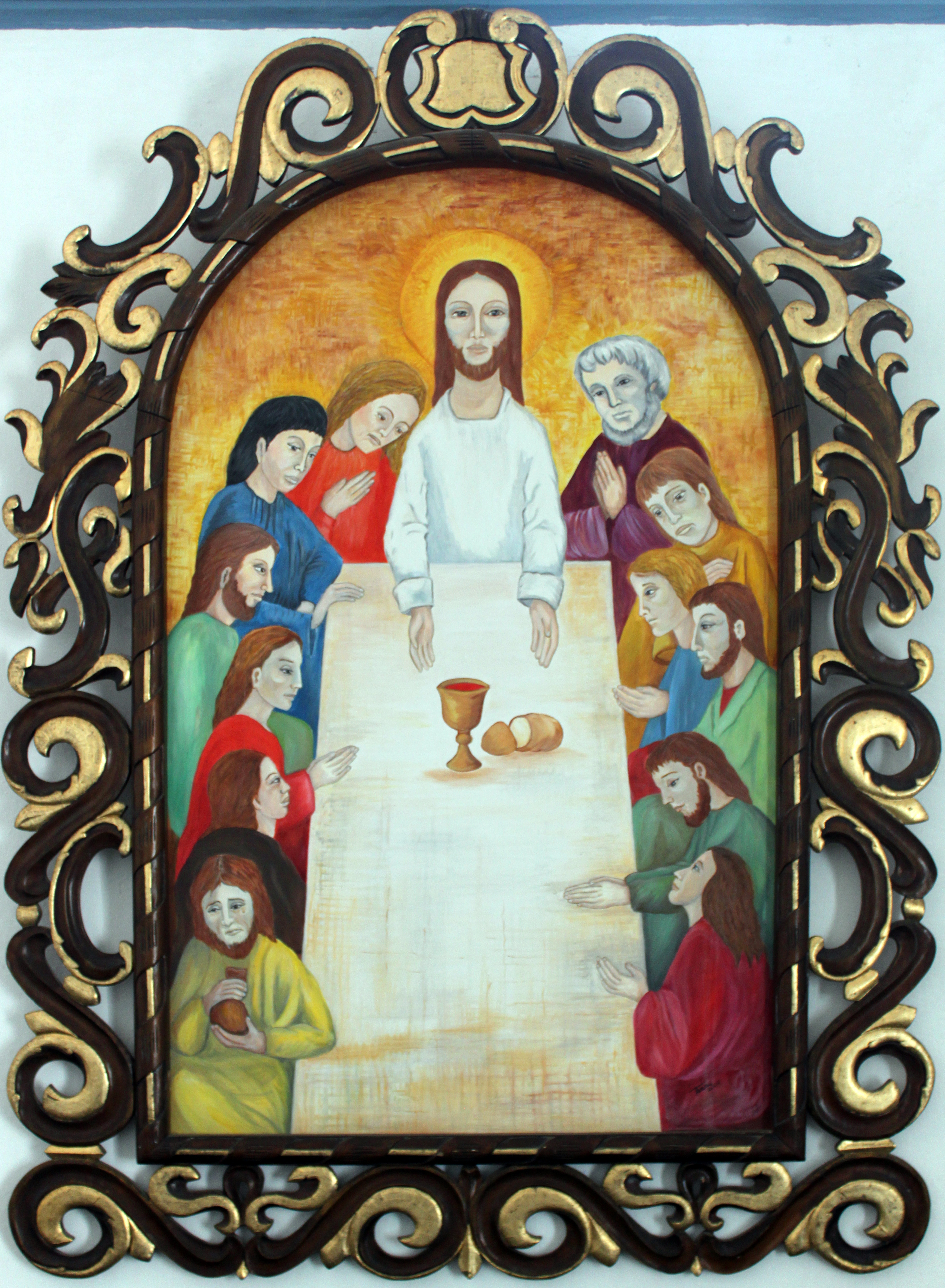
„Das letzte Abendmahl“, Kathedrale

## Söhne und Töchter der Stadt
- José Miguel Gómez (1858–1921), Staatspräsident
- Miguel Mariano Gómez (1890–1950), Politiker
- Ana Ibis Fernández (* 1973), Volleyballspielerin
- Yumari González (* 1979), Radsportlerin
- Regla Leyén (* 1979), Judoka
- Eglys Cruz (* 1980), Sportschützin
- Serguey Torres (* 1987), Kanute
- Yirisleydi Ford (* 1991), Hammerwerferin
- Yosvany Veitía (* 1992), Boxer